# Bertram Temple
Bertram Temple, britanski general, * 1896, † 27. marec 1973.